# کمونیست‌های محلی در هنگ کنگ
کمونیست‌های محلی (به چینی: 土共) (به انگلیسی: Local Communists) در هنگ کنگ بریتانیا، که معمولاً چپ نامیده می‌شود (چینی: 左派)، عمدتاً بازمانده اتحادیه‌های صنفی هستند که در دهه ۱۹۶۰ شکوفا شدند. در حالی که حزب کمونیست چین بیشتر عکس‌ها را فراخوانی کرده بود، کمونیست‌های محلی در رهبری آشوب‌های ۱۹۶۷ هنگ کنگ، که بعداً توسط پکن لغو شد، نقش برجسته داشتند.
آنها روزگاری مترقی و چپ قلمداد می‌شدند. اما با جابجایی سیاست‌های هنگ کنگ، به نظر می‌رسد که آنها از نظر ایدئولوژیک در مقایسه با جریان اصلی هنگ کنگ محافظه کارانه هستند. در زمان مدیریت کریس پاتن، فرماندار هنگ کنگ، احزاب محلی طرفدار کمونیست از اصلاحات انتخاباتی وی در سال ۱۹۹۵ رنج بردند. پس از انتقال حاکمیت بر هنگ کنگ در تاریخ ۱ ژوئیه ۱۹۹۷، دولت HKSAR جدید سیستم انتخاباتی به تغییر لیست حزب نمایندگی تناسبی، به منظور ایجاد احزاب طرفدار کمونیست برای کسب کرسی‌های امن در حوزه جغرافیایی و جلوگیری از پان اردوگاه دموکراسی برای داشتن یک اکثریت در حوزه جغرافیایی فعالیت کردند.

## ایدئولوژی
از نظر اقتصادی، بیشتر کمونیست‌های محلی بر «اقتصاد قفس پرندگان» که چن یون از آن حمایت می‌کند، اصرار دارند که این یک نسخه از اقتصاد ملی است.
از نظر سیاسی، آنها مائوئیست‌هایی هستند که تحت تأثیر هوآ گوفنگ قرار دارند: آنها عقیده دارند حزب کمونیست معیار سنجش همه چیز است. دوستان حزب شایسته حمایت هستند. با دشمنان حزب باید به هر قیمت مخالفت کرد. این تفکر تندروانه منجر به تخریب گاه گاه تابلوهای اعلانات سیاسی حزب دموکرات توسط کمونیست‌های محلی شد.

## کلیشه‌های حامیان
کلیشه‌های مختلفی از طرفداران حزب کمونیست محلی چین وجود دارد.
مقامات جبهه متحد: یکی از کلیشه‌های حامیان کمونیست محلی، مقامات متحد متحدی هستند که توسط حزب کمونیست چین برای کار در اتحادیه‌های کارگری هنگ کنگ اعزام شده‌اند، یا هنگ کنگی‌های محلی که از این طریق آموزش می‌بینند.
کارآفرینان «میهن پرست»: ادعا می‌شود که برخی از تجار از کمونیست‌های محلی حمایت می‌کنند. بعلاوه، برخی از این حامیان فروشندگان مواد مخدر یا اعضای تریاد  بوده‌اند. برخی از این اتهامات انگیزه ای را ایجاد می‌کرد که پس از واگذاری هنگ کنگ به جمهوری خلق چین در سال ۱۹۹۷، حمایت از کمونیست‌ها باعث ایجاد مزیت در تجارت آنها شود و آنها را به سمت الیگپولی سوق دهد. مخالفان این نوع ارتباط رسوایی در رسانه‌ها در هنگ کنگ را ناشی از نزدیکتر شدن روابط بین مشاغل و کمونیست‌ها می‌دانند.